# Anatolij Pavlovič Arcebarskij
Anatolij Pavlovič Arcebarskij (in russo Анатолий Павлович Арцебарский?, in ucraino Анатолій Павлович Арцебарський?, Anatolij Pavlovyč Arcebars'kyj; Prosjanaja, 9 settembre 1956) è un cosmonauta sovietico, dal 1992 russo.
Arcebarskij è nato nell'Unione delle Repubbliche Socialiste Sovietiche nella Repubblica socialista sovietica ucraina (oggi Ucraina). È stato selezionato come cosmonauta nel 1985. Ha volato nello spazio con la missione Sojuz TM-12 diretta verso la stazione spaziale russa Mir. È partito dal cosmodromo di Baikonur il 18 maggio 1991 ed è rientrato dopo 144 giorni, 15 ore e 21 minuti. Durante la missione ha effettuato 6 passeggiate spaziali per un totale di 1 giorno e 9 ore trascorse nello spazio aperto.
Arcebarskij era in orbita durante il Putsch di Mosca e questo ha seriamente compromesso la posizione sua e del suo compagno di viaggio nella Mir Sergej Krikalëv.